# Jinbei

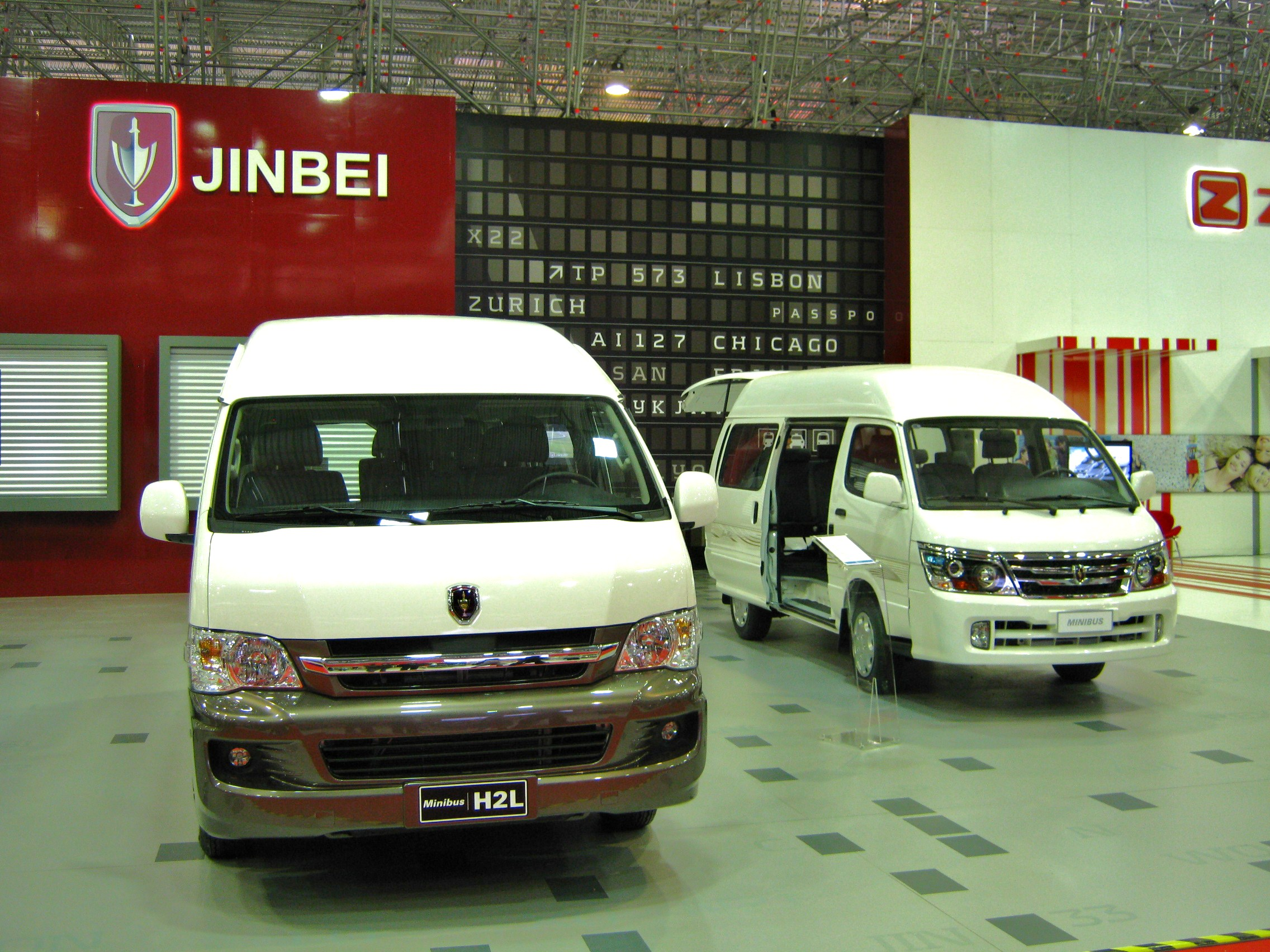
Микроавтобусы Jinbei на выставке в Чили, 2010 год

Jinbei (кит. 金杯; пиньинь Jīnbēi) — суббренд, принадлежащий Renault Brilliance Jinbei Automotive Co., Ltd., совместному предприятию Brilliance Auto (51%) и Renault (49%), основанному в декабре 2017 года и базирующемся в Шэньяне (Ляонин). До 2017 года марка принадлежала Shenyang Brilliance Jinbei Automotive, дочерней компании Brilliance, также базирующейся в Шэньяне.
С брендом Jinbei также связаны Brilliance Shineray и Shenyang Jinbei Automotive (зарегистрированная на бирже).

## История
Бренд Jinbei был основан в 1991 году. Его продукция стала выпускаться с использованием технологий Toyota.
Бренд Jinbei использовался зарегистрированной компанией Shenyang Jinbei Automotive, которая создала совместное предприятие с General Motors (GM), а также Shenyang Jinbei Coach Manufacturing с Brilliance Auto, которая позже стала известна как Shenyang Brilliance Jinbei. В 1995 году компания Shenyang Jinbei Automotive была приобретена была приобретена FAW Group, но продана обратно местному правительству Шэньяна в 2000 году. Совместное предприятие с General Motors прекратило свою деятельность.
Зарегистрированная на бирже компания была приобретена Brilliance Auto Group в 2018 году. Несмотря на сохранение названия «Jinbei», компания Shenyang Jinbei Automotive прекратила выпускать автомобили и начала выпускать лишь автомобильные запчасти. Бренд Jinbei производится, в основном, Shenyang Brilliance Jinbei Automotive.
В декабре 2017 года Brilliance Auto и Renault объявили, что французская компания приобретает 49% акций компании-владельца бренда Shenyang Brilliance Jinbei Automotive, которая позже была реинкорпорирована как Renault Brilliance Jinbei. Сделка была завершена в январе 2018 года.
Элитная дочерняя компания Jinbei Huasong начала свою деятельность в 2014 году.
В 2018 году совместное предприятие Renault Brilliance Jinbei объявило о планах выпустить до семи лёгких коммерческих автомобилей и внедорожников с технологией Renault под брендами Jinbei и Renault. Однако в декабре 2021 года совместное предприятие Renault Brilliance Jinbei Automobile подало заявление о банкротстве.

## Продукция
Brilliance (через свою дочернюю компанию Shenyang Automotive) производит и продаёт все микроавтобусы под брендами Jinbei и Huasong на базе Toyota HiAce. Основной продукцией являются микроавтобусы среднего и люкс-класса, ориентированные на различные сегменты китайского рынка коммерческих и легковых автомобилей. К моделям среднего и люкс-класса относятся Granse, Aurora, Shuttler и т. д.
Компания Shenyang Jinbei выпускает Jinbei Haise (также известный как Haishi (_WBR_狮狮)) на базе Toyota HiAce и Jinbei Granse (阁瑞斯) на базе Toyota Granvia.
Модели китайского производства экспортируются во многие страны. Одним из экспортных рынков является Чили, куда автомобили начали поступать в 2008 году.

### Производство за пределамиКитая
Агрегаты для африканского рынка производятся подразделением Bavarian Auto Manufacturing Company компании BMW в Египте, в Городе имени 6 октября на юго-западе Каира. Подразделение выпускает автомобили Jinbei Haise II и Jinbei Haise IV.
Другим производителем автомобилей Jinbei является IKK Ichigan, Inc. в Маниле (Филиппины), собирающий Jinbei 2 Ton, Jinbei 3 Ton и Jinbei 3 Ton. Модели Haise и Granse импортируются компанией и не включены в её официальную гамму.

## Модельный ряд

### Текущий
- Jinbei Konect (Guanjing)
- Jinbei Granse
- Jinbei Granse Classic
- Jinbei Haise MK5
- Jinbei Haise MK6
- Jinbei New Haise
- Jinbei Grand Haise
- Jinbei F50
- Jinbei Haishiwang

### Модели, снятые с производства
- Jinbei Blazer (совместно с GM)
- Jinbei S30 — субкомпактный кроссовер
- Jinbei S50 — компактный кроссовер
- Jinbei S70 (Jinbei Tjatse S70)
- Jinbei 750 — компактвэн
- Jinbei Haixing X30 (Jinbei X30) — микровэн
- Jinbei Haixing A7 (A9) — микровэн
- Jinbei Haise X30L
- Jinbei Haise S

## Галерея

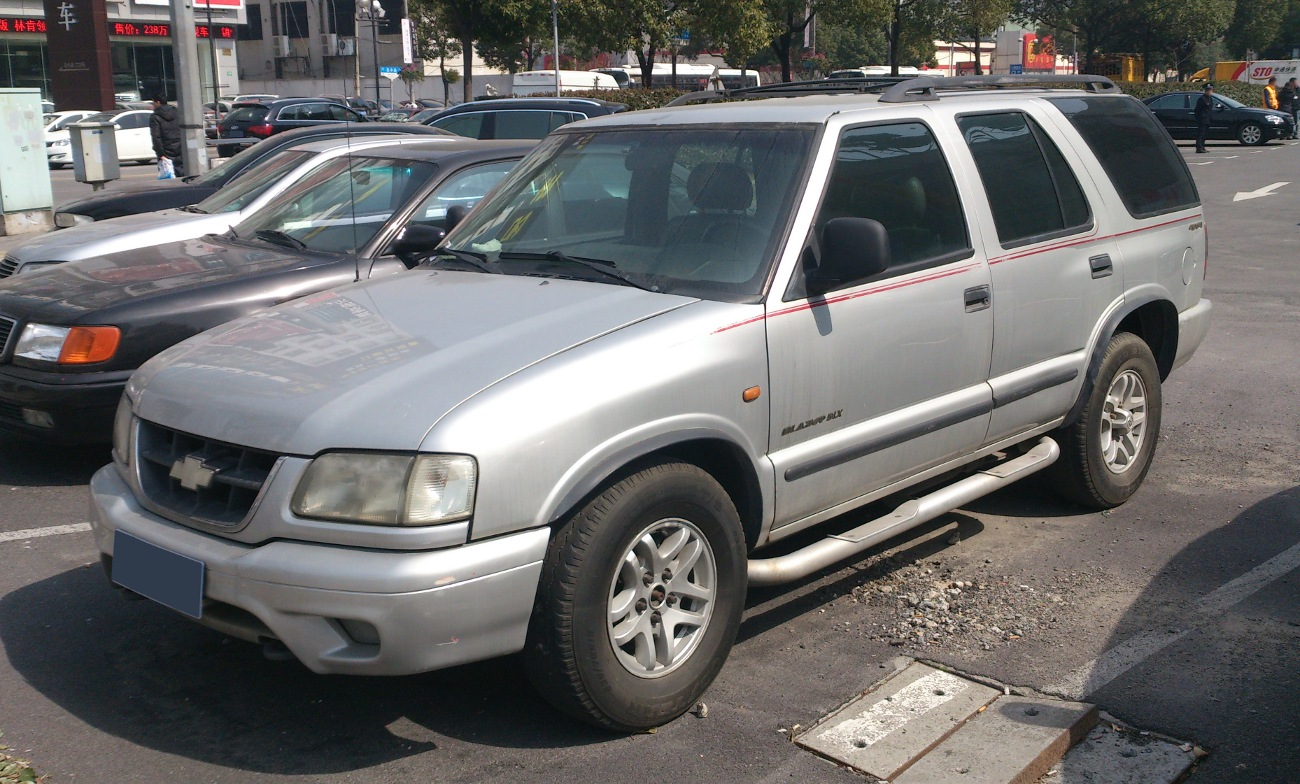
Jinbei-GM Chevrolet Blazer
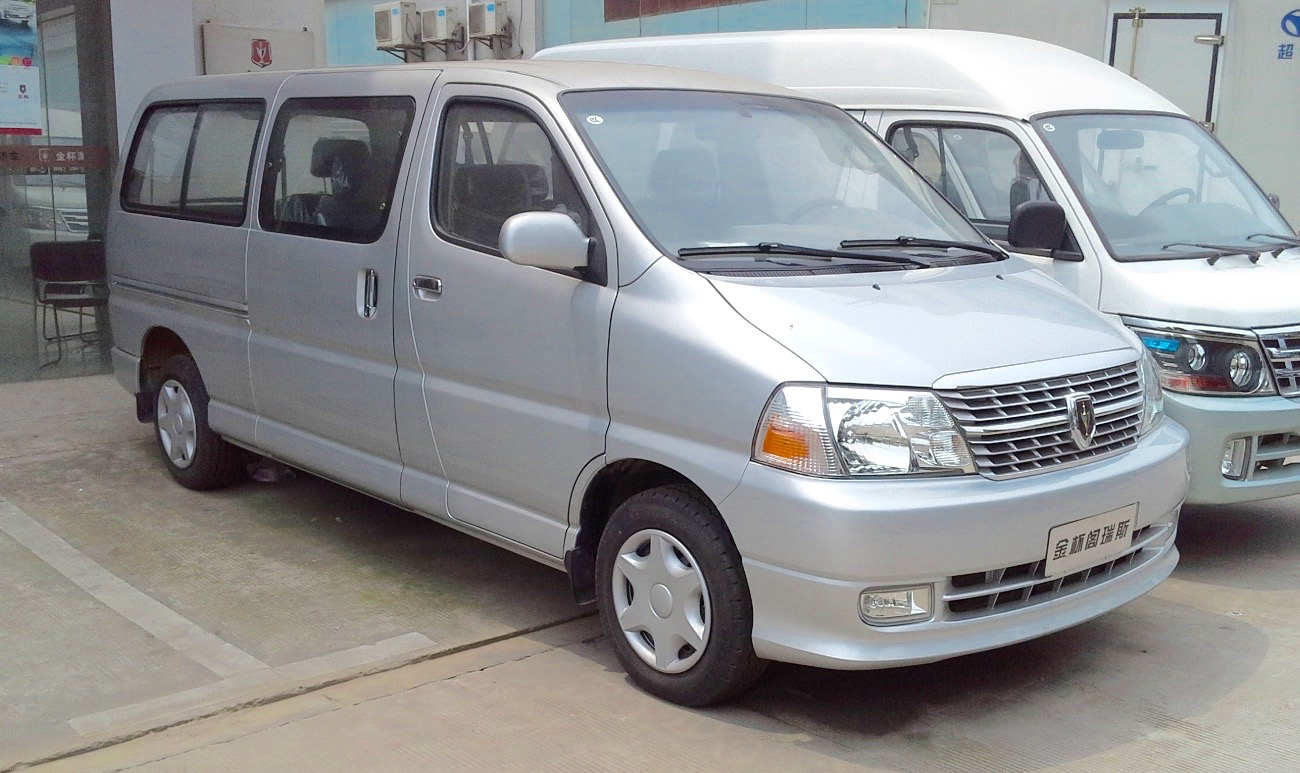
Jinbei Granse
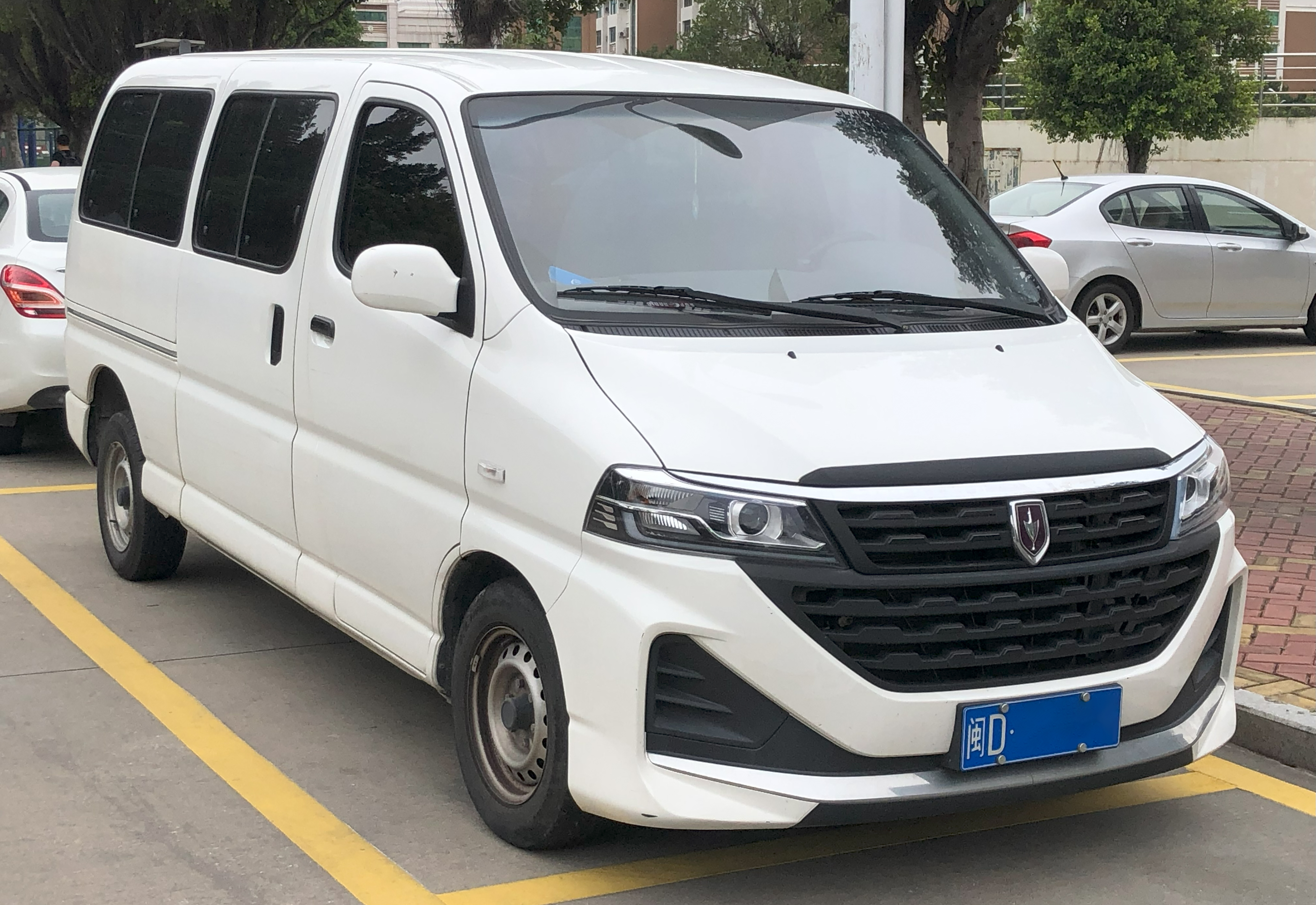
Jinbei Haise King (Haishiwang)
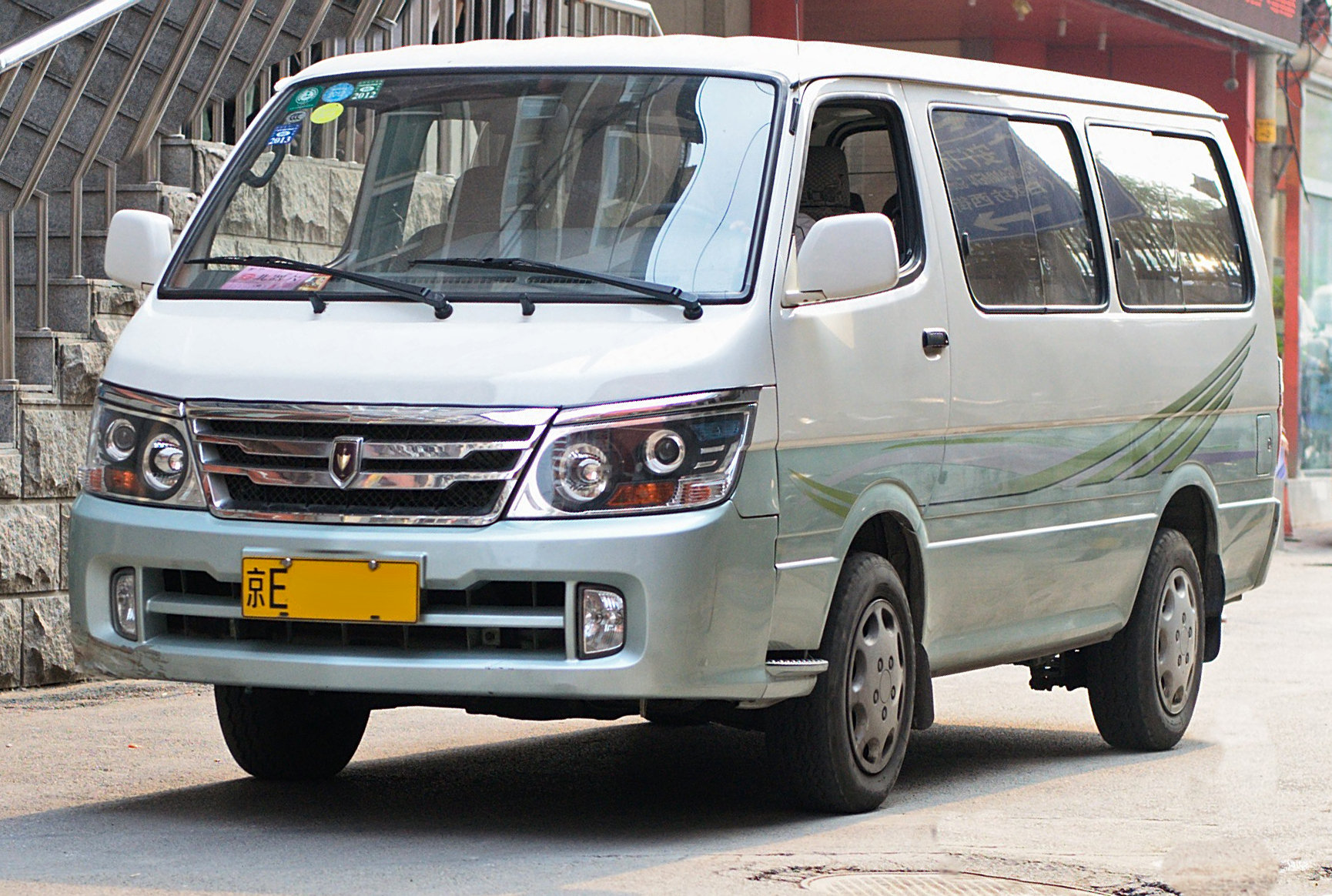
Jinbei Haise
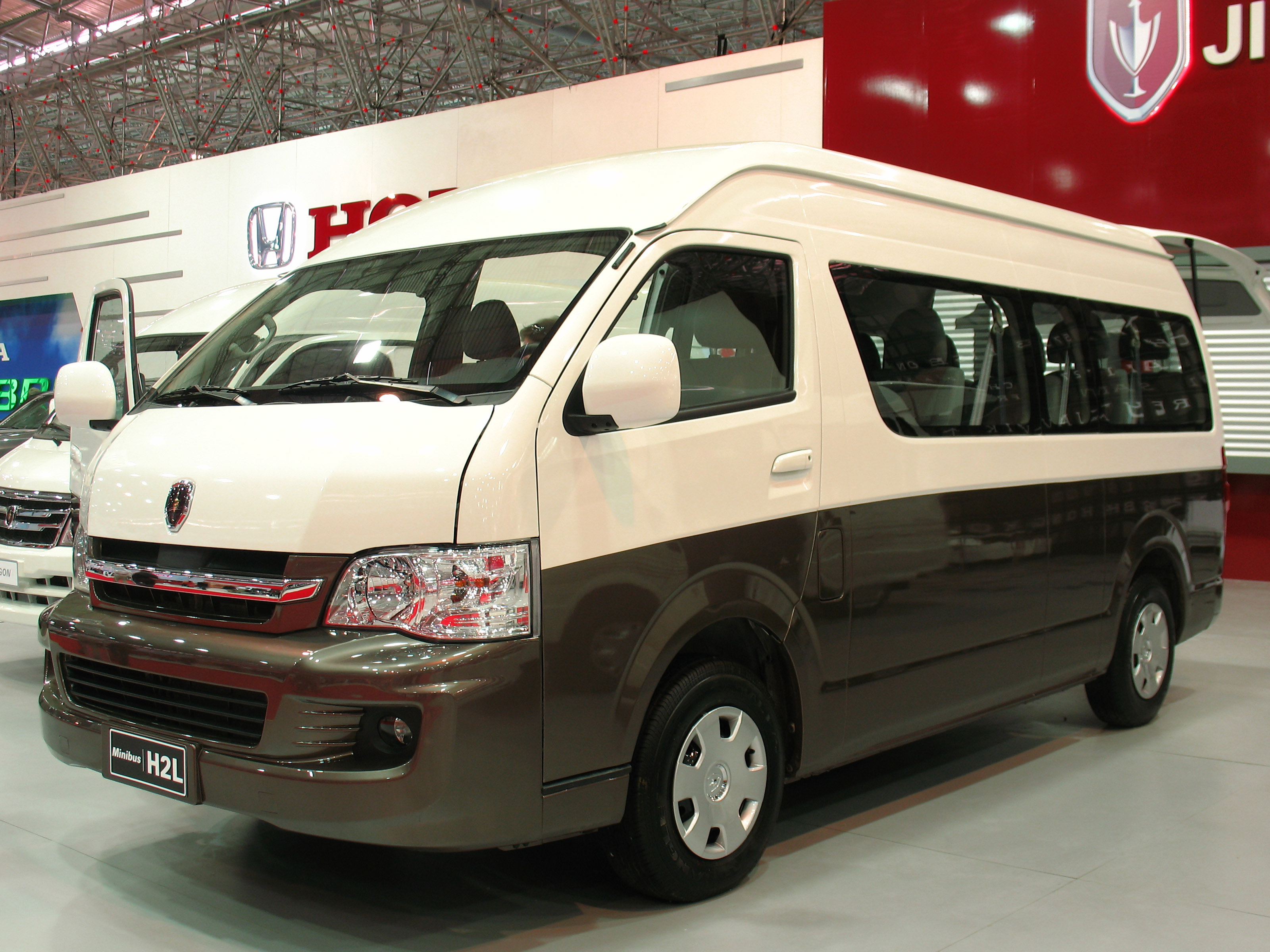
Jinbei H2L
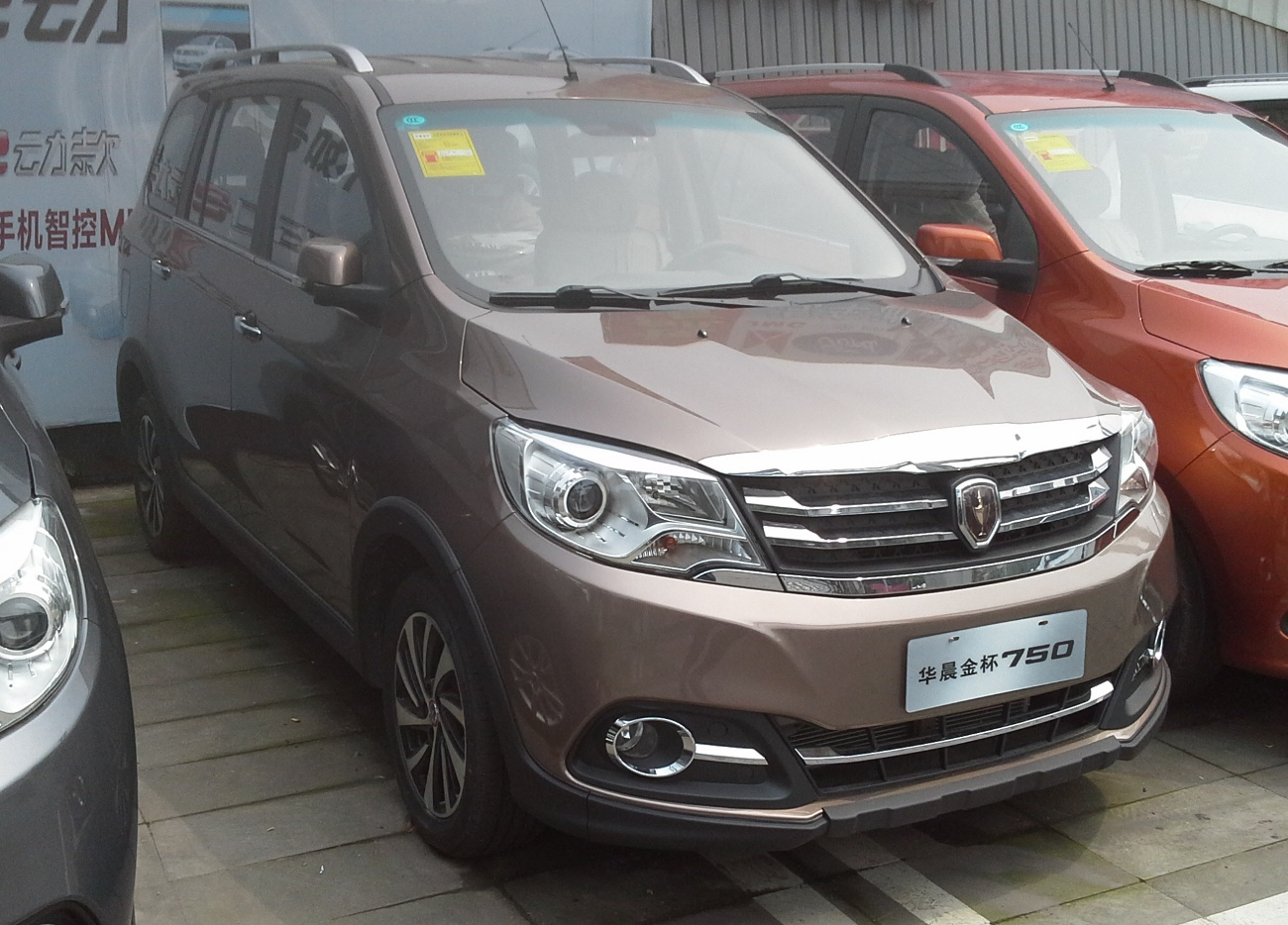
Jinbei 750
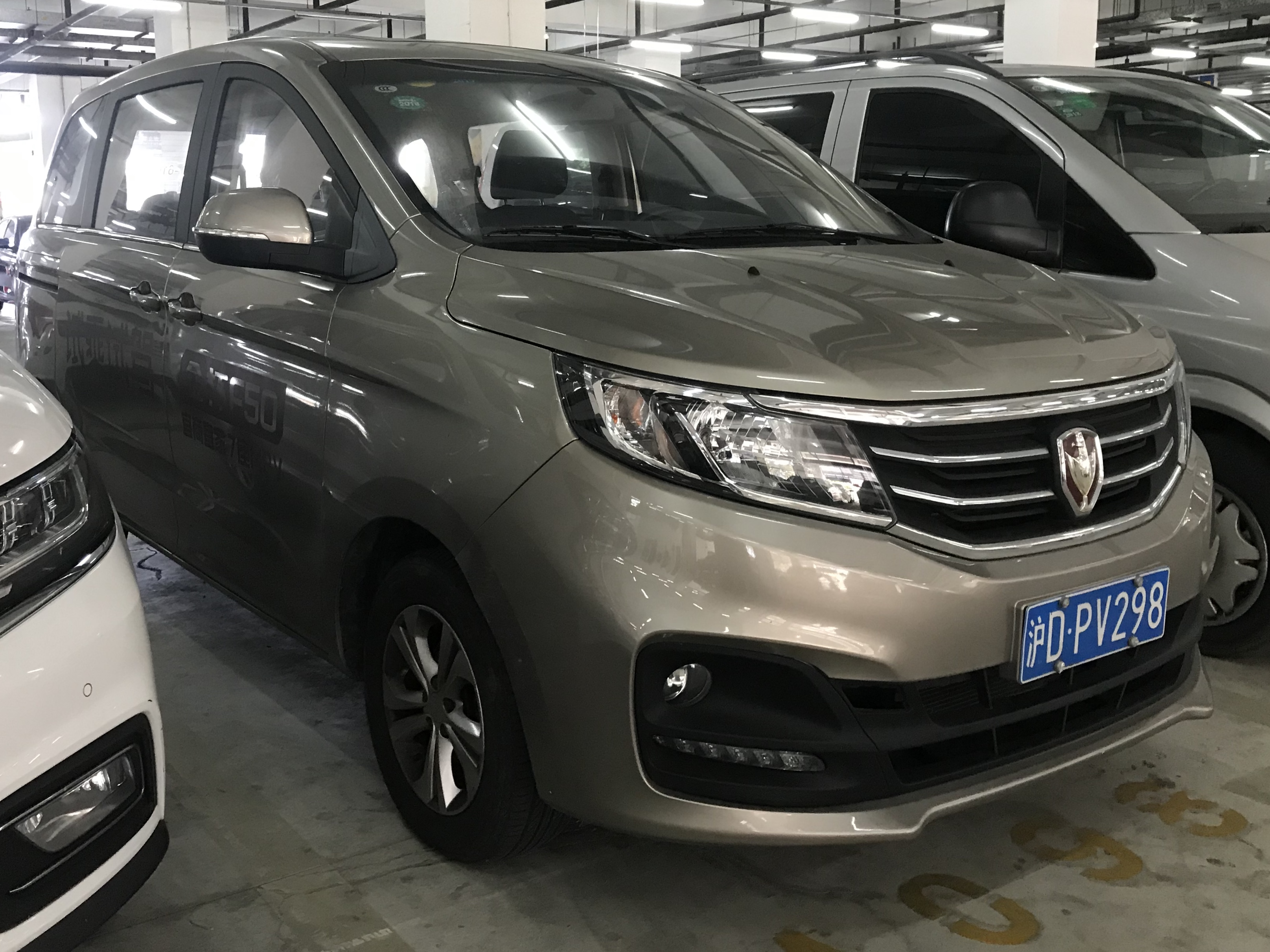
Jinbei F50
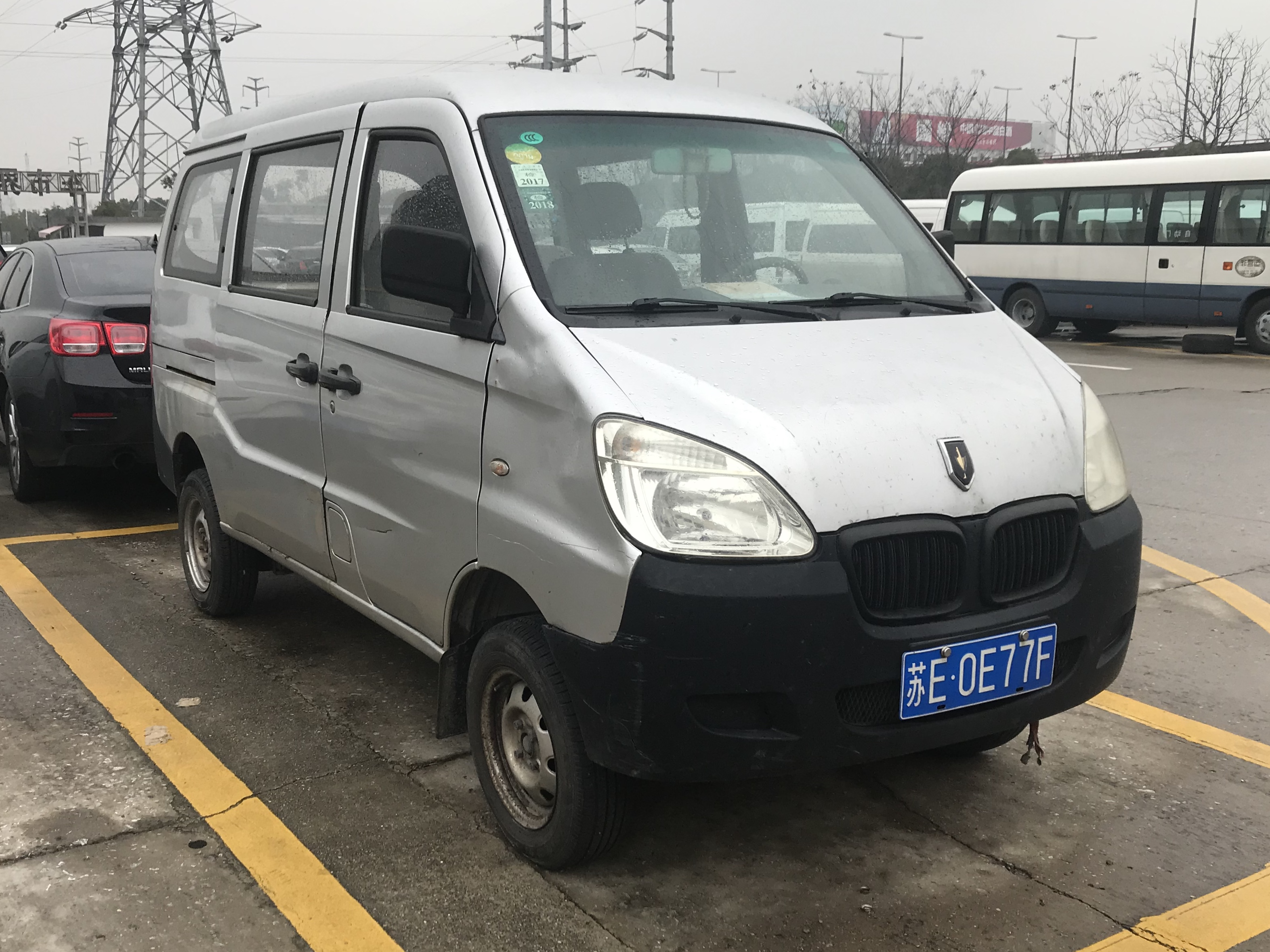
Jinbei Haixing A9
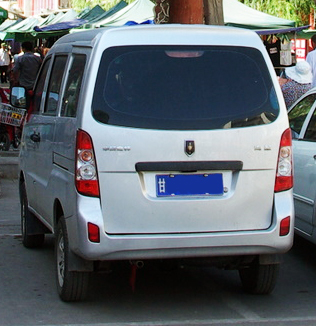
Jinbei Haixing
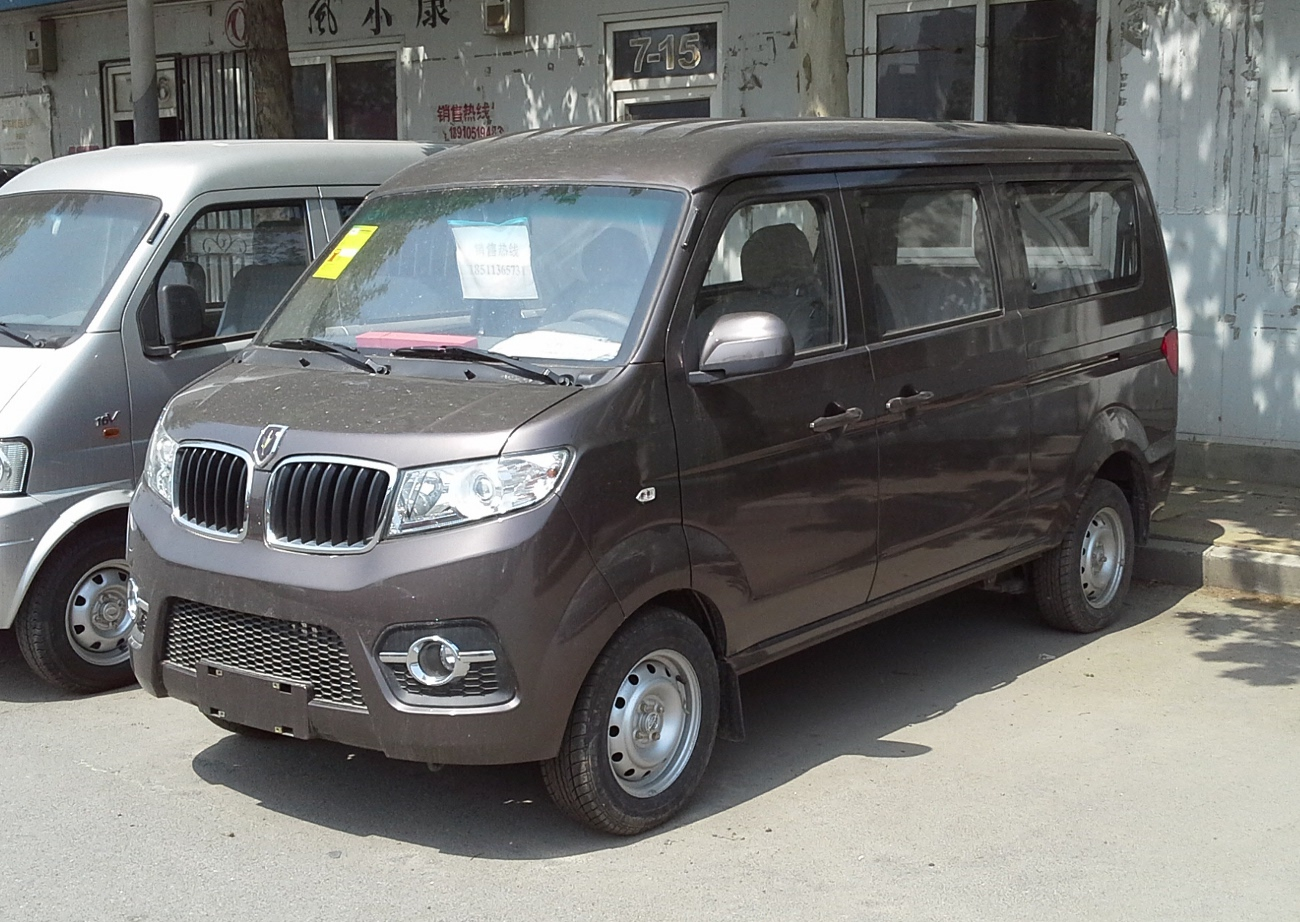
Jinbei Haixing X30
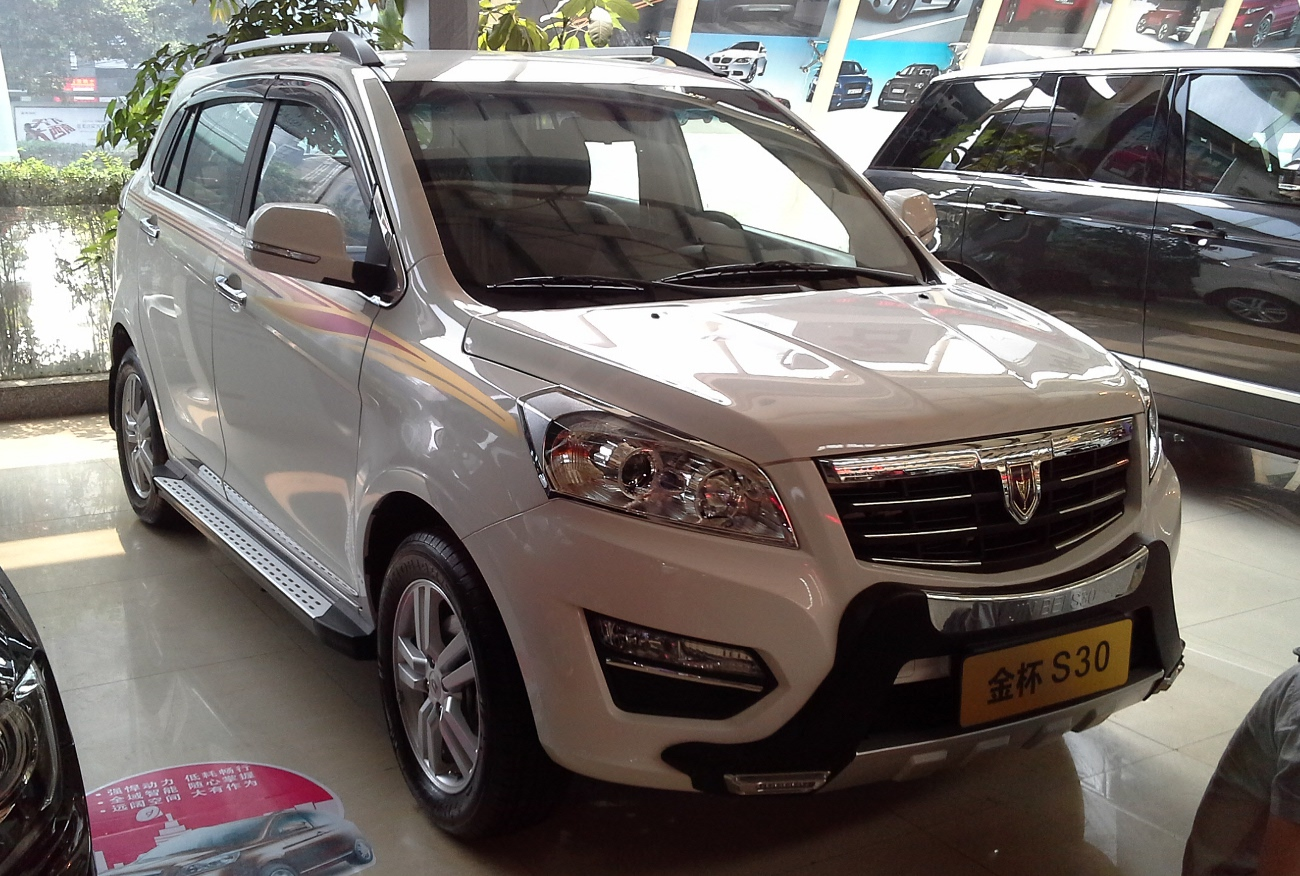
Jinbei S30
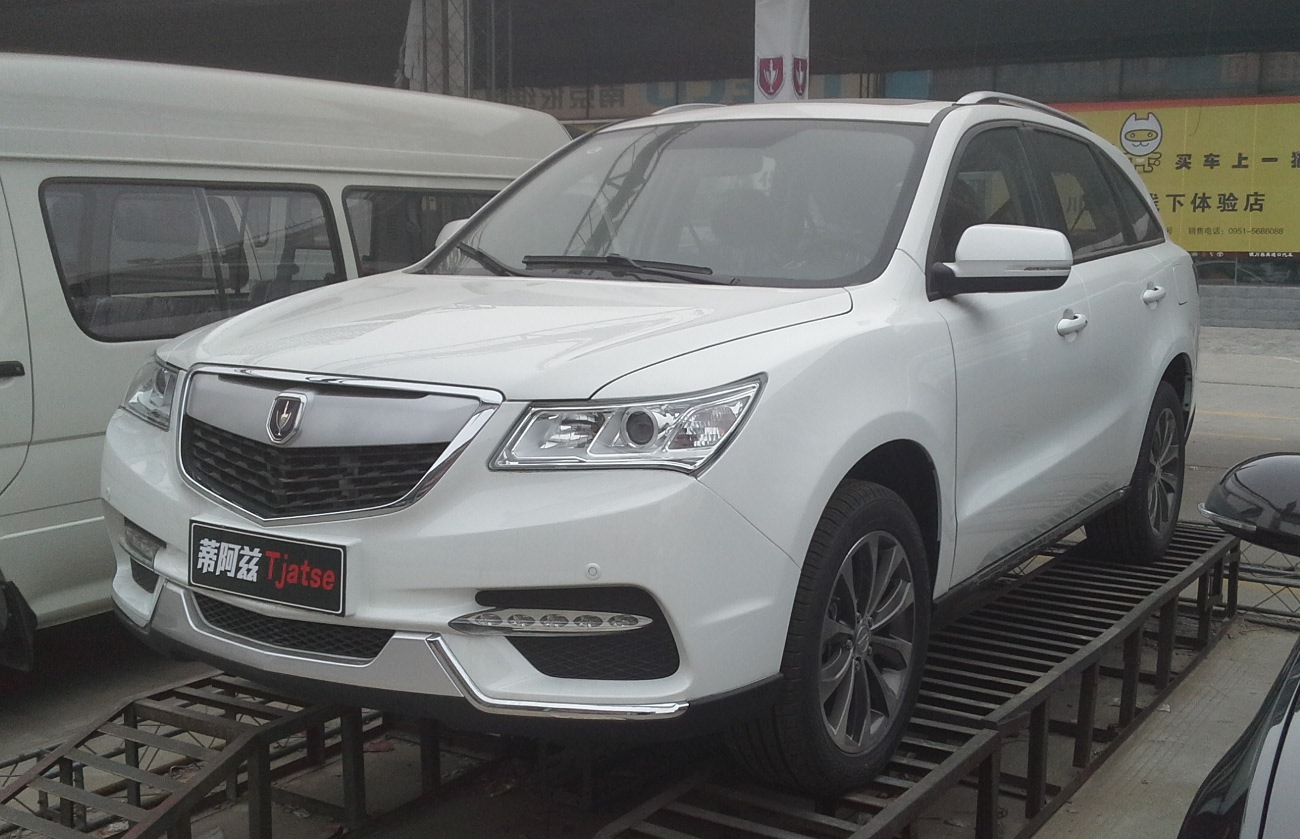
Jinbei Tjatse S70